# يا عمرنا (ألبوم)
يا عمرنا هو الألبوم الحادي عشر للفنان المصري عمرو دياب، تم إصداره عام 1993.

## قائمة الأغاني
| الرقم | اسم الاغنية     | المدة | الشاعر      | الملحن                 | الموزع                 |
| ----- | --------------- | ----- | ----------- | ---------------------- | ---------------------- |
| 1     | ضحكة عيون حبيبي | 04:28 | مجدي النجار | عمرو دياب              | طارق مدكور - محمد عرام |
| 2     | عندك حق         | 03:35 | مدحت العدل  | رياض الهمشري           | طارق مدكور - محمد عرام |
| 3     | كنا حبايب       | 05:13 | مدحت العدل  | رياض الهمشري           | طارق مدكور - محمد عرام |
| 4     | ماشي            | 04:25 | مجدي النجار | عمرو دياب              | طارق مدكور - محمد عرام |
| 5     | خلاص سامحتك     | 03:47 | مدحت العدل  | رياض الهمشري           | طارق مدكور - محمد عرام |
| 6     | بحلم            | 04:05 | مجدي النجار | عمرو دياب - حسين محمود | طارق مدكور - محمد عرام |
| 7     | مارتحناش        | 04:07 | مدحت العدل  | عمرو دياب              | طارق مدكور - محمد عرام |
| 8     | يا عمرنا        | 04:30 | مجدي النجار | عمرو دياب              | طارق مدكور - محمد عرام |

## الكليبات التي تم تصويرها من الألبوم
1 - ( كان عندك حق )
2 - ( ضحكة عيون حبيبي )